# 가필드군 (캔자스주)

가필드군 또는 가필드 카운티(Garfield County)는 미국 캔자스주에 위치한 군이다. 2000년 인구조사 기준으로 인구 수는 331명이다.
역사적으로 가필드 타운십(Garfield Township)은 1887년에 가필드 카운티로 조직되었다. 1893년 캔자스 대법원은 해당 카운티가 필요한 432 평방 마일(1,120km2)의 면적을 갖지 않는다는 이유로 불법적으로 조직되었으며 카운티가 피니(Finney) 카운티에 합병되었다고 판결했다. 이 카운티는 현재의 마을을 형성하고 있다.